# Conreu de cobertora
Els conreus de cobertora són el conreus que es planten principalment per a gestionar la fertilitat del sòl, la seva qualitat, la seva humitat, males herbes, plagues malalties, biodiversitat i vida silvestre en l'agroecosistema (Lu et al. 2000), els sistemes ecològics gestionats i en gran manera formats pels humans amb diverses intensitats per produir aliment o fibra.
Els conreus de cobertora són d'interès en l'agricultura sostenible, ja que molts d'ells milloren la sostenibilitat de l'agroecosistema i poden indirectament millorar la qualitat dels ecosistemes naturals veïns.

## Gestió de la fertilitat del sòl
Un dels principals usos dels conreus de cobertora és incrementar la fertilitat del sòl. Aquests tipus de cobertora es diuen "adob verd." Gestionen els macronutrients i micronutrients del sòl. El macronutrient més estudiat és el nitrogen, ja que és un factor limitant en un conreu.

## Gestió de la qualitat del sòl
Els conreus de cobertora poden millorar la qualitat del sòl incrementant-ne els nivells de la matèria orgànica per l'entrada de biomasssa del conreu de cobertora al llarg del temps. També millora l'estructura del sòl i la capacitat d'emmagatzematge d'aigua i nutrients. (Patrick et al. 1957). També incrementa el segrest del carboni per abaixar els nivells de diòxid de carboni a l'atmosfera (Kuo et al. 1997, Sainju et al. 2002, Lal 2003).

## Gestió de l'aigua
Per la reducció de l'erosió del sòl, el conreu de cobertora sovint també redueix la quantitat i la taxa d'aigua que drena el sòl (Dabney et al. 2001). El conreu de cobertora actua com a barrera física entre la pluja i la superfície del sòl fent que sigui més suau l'entrada d'aigua al perfil del sòl incrementant-ne la infiltració.

## Gestió de les males herbes
Si el conreu de cobertora es deixa sobre la terra la manca de llum impedeix que germinin les males herbes.(Teasdale 1993). A més si les males herbes tot i així germinen arriben molt debilitades després de sortir de la capa del conreu de cobertora.(Kobayashi et al. 2003).
Blackshaw et al. (2001) van trobar que fen servir el melilot, Melilotus officinalis, com a conreu de cobertora en un sistema millorat de guaret la biomassa de les males herbes només era entre l'1 i el12% del total de la biomassa present al final de l'estació de creixement del conreu de cobertora. A més, els residus del melilot van suprimir els nivells de males herbes a un nivell del 75-97% menys que amb el sistema de guaret simple.
A més s'ha de tenir en compte l'al·lelopatia que presenten alguns conreus de cobertora davant les males herbes (Creamer et al. 1996, Singh et al. 2003). Exemples de conreus amb al·lelopatia són el sègol Secale cereale, Vicia villosa, Trifolium pratense, Sorghum bicolor (pastura sudanesa), i diverses espècies de brassicàcies especialment la planta de la mostassa. (Haramoto and Gallandt 2004).

## Gestió de malalties
Alguns conreus de cobertora poden propiciar malalties per bacteris o fongs en les males herbes. (Everts 2002), i nematodes paràsits (Potter et al. 1998, Vargas-Ayala et al. 2000). Espècies de brassicàcies com la mostassa suprimeixen els fongs, ja que allibereben productes químics tòxics per a ells. (Lazzeri and Manici 2001).

## Gestió de les plagues
Alguns conreus de cobertora s'usen com "conreus trampa", per atraure les plagues lluny del conreu principal (Shelton and Badenes-Perez 2006).
Altres conreus de cobertora es fan servir per atraure els predadors naturals de les plagues en una forma de control biològic coneguda com la d'augment d'hàbitat. (Bugg and Waddington 1994).

## Biodiversitat i vida silvestre
Sovint simultàniament els conreus de cobertora milloren l'hàbitat de la vida salvatge en l'explotació agrícola. Com que el conreu de cobertora no és, típicament, un conreu de valor econòmic, la seva gestió és menys intensiva i la influència humana és menor i la cadena tròfica és més complexa i augmenta la biodiversitat.(Freemark and Kirk 2001).